# Cladova, Bor
Cladova (sârbă: Кладово, română: Cladova sau Claudia, germană: Kladowo, Zanes) este un oraș situat în Districtul Bor în partea de est a Serbiei, pe Dunăre, vis-a-vis de Drobeta-Turnu Severin. Populația orașului Cladova este de 9.142 de locuitori, în timp ce populația municipiului Cladova cu așezările din jur este de 23.622 locuitori (recensământul din 2002).

## Nume
În limba sârbă, orașul este cunoscut ca "Kladovo" (Кладово), în română ca "Cladova", și în limba germană ca "Kladowo" sau "Kladovo". În timpul Imperiului Roman, numele orașului a fost "Zanes" în timp ce fortificatiile au fost cunoscute ca "Diana" și "Pontes" (de la latinescul "pontem" - "pod"). Împăratul Traian a ordonat să se construiască o serie de forticații în zonă și podul care este cunoscut azi ca Podul lui Traian a fost construit peste Dunăre : un capăt se afla în Cladova, iar celălalt pe malul unde se află astăzi Drobeta Turnu Severin. Mai târziu, slavii vechi au fondat aici o așezare, care a fost numită Noya Cetate (Novi Grad/Нови Град), în timp ce otomanii au construit aici o cetate numită "Fetislam". Numele Kladovo de astăzi a fost menționat pentru prima dată în 1596 într-un document militar austriac.
Există mai multe teorii cu privire la originea numelui actual al orașului:
- În conformitate cu o teorie (Ranka Kuic), numele orașului derivă de la cuvântul celtic "kladiff" care înseamnă "cimitir".
- Conform altei teorii (Ranko Jakovljevic), denumirea provine de la cuvântul "klad" (un dispozitiv folosit de oameni.
- Conform teoriei a treia, numele derivat din cuvântul slav "kladenac" care înseamnă "bine" sau din cuvântul slav "klada" care înseamnă "ciot".
- Există, de asemenea, o teorie care spune că numele orașului derivă de la voievodul Glad, care a domnit peste această regiune în secolul al IX-lea.

O localitate cu același nume se află în Rusia, în apropiere de Moscova și se cred că această așezare a fost înființată de către sârbii care s-au mutat aici in Cladova din Serbia în secolul al XVIII-lea. Una din suburbiile de la Berlin au, de asemenea, acest nume, care provine de la sârbii care s-au stabilit în Lausitz,  Germania de Est.

## Istorie

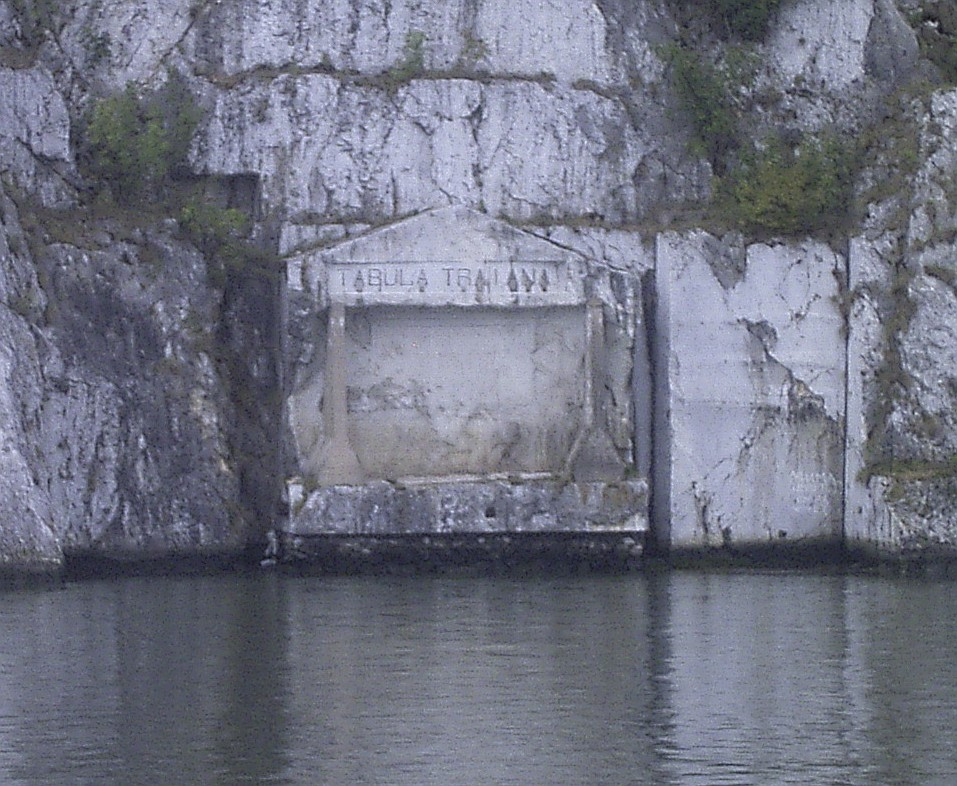
Tabula Traiana

Ceramică din cultura "Kostolac-Kocofeni" din Epoca bronzului timpuriu a fost găsită în Donje Butorke, Cladova, precum și câteva vase miniaturale în formă de rață din secolul al XIV-lea î.Hr., în Mala Vrbica și Korbovo. Necropole cu ritualuri din Epoca bronzului , ceramică (decorată cu meandre) și alte elemente semnificative arheologice au fost găsite în Korbovo.
În perioada antichității, o fortificație, lângă Podul lui Traian, care s-a numit "Zanes" / "Pontes" a existat în această locație.  În Evul Mediu, slavii au fondat aici un oraș nou, care s-a numit "Novi Grad" (Нови Град), dar a fost demolat de către maghiari în 1502. El a fost reconstruit în 1524 de către otomani și a primit un nume nou: "Fethi Islam" ("Fetislam").Potrivit călătorului otoman, Evliya Chelebi, care a vizitat orașul în 1666, locuitorii vorbeau limbi locale de origine slavă, limba turcă și de asemenea, limba vlahă.  În 1784, populația din Cladova număra 140 de case musulmane și 50 de case creștine. 

## Populația
Conform recensământului din 2002, toate localitățile din municipiul Cladova au  majoritate etnică formată din sârbi.

### Grupuri etnice în oraș
Conform recensământului din 2002 populația orașului Cladova este compusă din:
- Sârbi = 8,584 (93.90%)
- Români (vlahi)= 112 (1.23%)
- Alții.

## Economia

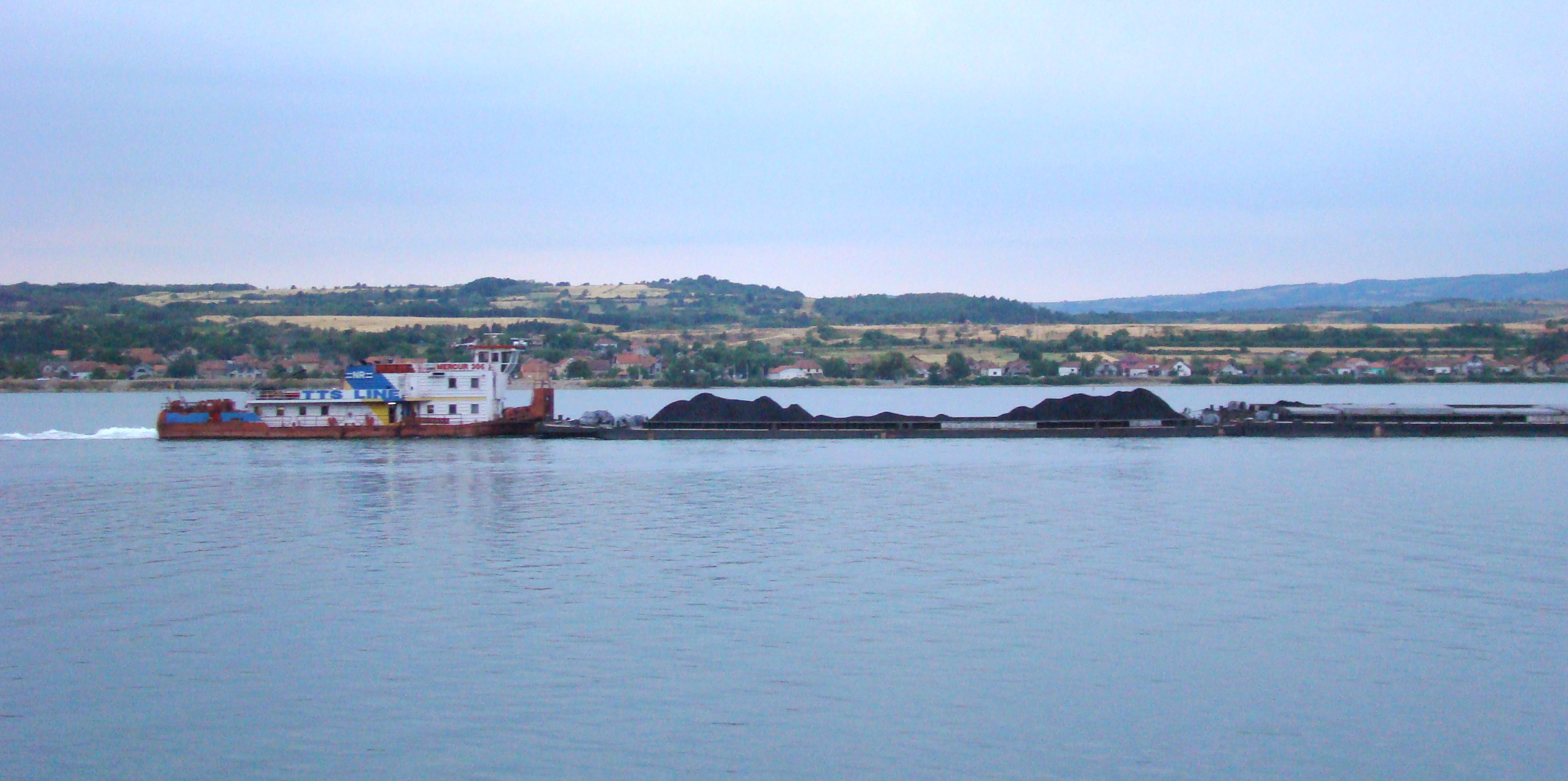
Remorcher pe Dunăre în dreptul portului Kladovo

Cel mai mare obiectiv economic este centrala hidroelectrică "Đerdap" (partea sârbească de la Porțile de Fier) de pe Dunăre. Alte afaceri din zonă au legătură tot cu centrala hidroelectrică.
Populația din satele din jurul Cladovei este în cea mai mare parte susținută de către membrii familiei care lucrează în țările din vestul Europei, o altă activitate generatoare de venit este agricultura.